# 1914 na política

## Eventos
- 28 de junho - Assassinato de Francisco Fernando, herdeiro do império Austro-Húngaro.
- 28 de julho - A Áustria-Hungria declara guerra à Sérvia.
- 29 de julho- A Áustria-Hungria bombardeia Belgrado
- 31 de julho - Assassinato de Jean Jaurès em Paris.
- Início da Primeira Guerra Mundial.
- Decidida a controlar o acesso do Mar Negro ao Mar Mediterrâneo, a Rússia czarista entrou na Primeira Guerra Mundial.

- 1 de agosto - A Alemanha declara guerra à Rússia.
- 3 de agosto - A Alemanha declara guerra à França.
- 4 de agosto - O Reino Unido declara guerra à Alemanha.
- 19 de agosto-23 de agosto - derrota da ofensiva francesa na Lorena contra a Alemanha.
- 22 de agosto-24 de agosto - derrota franco-inglesa nas batalhas de Charleroi e Mons (Bélgica).
- 25 de agosto - Primeira Guerra Mundial: Em Moçambique dá-se o primeiro incidente de fronteira, com o ataque alemão ao posto fronteiriço de Maziúa, na fronteira do Rovuma, tendo sido morto o chefe do posto, sendo incendiado o posto e as palhotas vizinhas.
- 5 / 6 de setembro - Início da Batalha do Marne que marca o princípio do uso das trincheiras durante a Primeira Guerra Mundial.
- 1 de novembro - Entrada da Turquia na Primeira Guerra Mundial, ao lado das potências centrais.
- 15 de novembro - Venceslau Brás Pereira Gomes sucede ao Marechal Hermes Rodrigues da Fonseca na presidência do Brasil.
- 25 de Novembro - Parte para o Brasil, Duarte Leite, o primeiro embaixador formal da República no Rio de Janeiro.

## Nascimentos
| Data            | Nome                     | Profissão                                                                | Nacionalidade             | Observações | Ref   |
| --------------- | ------------------------ | ------------------------------------------------------------------------ | ------------------------- | ----------- | ----- |
| 30 de janeiro   | Carlos Lacerda           | jornalista e político                                                    | Brasil                    | m. 1977     |       |
| 12 de fevereiro | Lazar Koliševski         | Presidente da República Socialista Federativa da Iugoslávia em 1980      | Reino da Sérvia           | m. 2000     |       |
| 17 de março     | Juan Carlos Onganía      | presidente da Argentina de 1966 a 1970                                   | Argentina                 | m. 1995     |       |
| 21 de março     | Hernán Siles Zuazo       | presidente da Bolívia em 1952 e de 1956 a 1960                           | Bolívia                   | m. 1996     |       |
| 13 de maio      | Harger                   | general                                                                  | Brasil                    | m. 2002     |       |
| 30 de junho     | Francisco da Costa Gomes | militar e presidente de Portugal de 1974 a 1976                          | Portugal                  | m. 2001     | [ 1 ] |
| 1 de julho      | Ahmed Hassan al-Bakr     | presidente do Iraque de 1968 a 1979                                      | Império Otomano           | m. 1982     |       |
| 2 de julho      | Mário Schenberg          | físico, político e crítico de arte                                       | Brasil                    | m. 1990     |       |
| 16 de outubro   | Mohammed Zahir Shah      | xá deposto e líder político do Afeganistão                               | Reino Unido (Afeganistão) | m. 2007     |       |
| 14 de dezembro  | Karl Carstens            | político alemão e presidente da Alemanha de 1979 a 1984                  | Alemanha                  | m. 1992     | [ 2 ] |
| 24 de dezembro  | Manoel da Silva Dias     | jornalista, industrial, prefeito, deputado estadual e senador pelo Piauí | Brasil                    | m. 1999     |       |

## Mortes
| Data          | Nome                  | Profissão                                                                   | Nacionalidade   | Observações | Ref |
| ------------- | --------------------- | --------------------------------------------------------------------------- | --------------- | ----------- | --- |
| ? de Janeiro  | Felipe Neri Jiménez   | general                                                                     | México          | n. 1884     |     |
| 6 de junho    | Artur Jaceguai        | militar, nobre e escritor                                                   | Brasil          | n. 1843     |     |
| 28 de junho   | Franz Ferdinand       | herdeiro do trono austro-húngaro                                            | Áustria-Hungria | n. 1863     |     |
| 9 de agosto   | Roque Sáenz Peña      | presidente da Argentina de 1910 a 1914                                      | Argentina       | n. 1851     |     |
| 15 de outubro | José Evaristo Uriburu | presidente da Argentina de 1895 a 1898                                      | Argentina       | n. 1831     |     |
| 19 de outubro | Julio Argentino Roca  | político, militar e presidente da Argentina de 1880 a 1886 e de 1898 a 1904 | Argentina       | n. 1843     |     |